# Мемориал воинской Славы (Витим)
«Мемориал воинской Славы» — мемориальный комплекс, посвящённый памяти воинов погибших в годы Великой Отечественной войны в посёлке городского типа Витиме, Ленского улуса, Республики Саха (Якутия). Памятник истории регионального значения.

## История
После завершения Великой Отечественной войны в городах и сёлах республики Якутия стали активно возводить первые памятники и мемориалы, посвящённые павшим солдатам. Первый памятник солдатам Великой Отечественной войны в посёлке Витим был возведён на высоком берегу реки Лена в 1967 году. Он представлял собой металлический обелиск с пятиконечной звездой на вершине. На четыре стороны от памятника были нанесены имена воинов-витимцев, не вернувшихся с войны. Со временем, в 1989 году, рядом с памятником был установлен гранитный камень, на котором был выбит профиль воина в каске. Вокруг мемориала, силами учащихся Охнинской школы, были высажены молодые берёзки и ели. Ежегодно на этом месте проводились митинги и торжественные мероприятия, посвящённые Дню Победы. В соответствии с Постановлением Совета министров Якутской АССР «О состоянии и мерах по улучшению охраны памятников истории и культуры Якутской АССР» № 484 от 31.12.1976 года, памятный знак от 1969 года был внесён в реестр объектов культурного наследия народов Российской Федерации регионального значения и охранялся государством.
В 2004 году было принято решение начать строительство нового мемориала из гранита и бетона. Эта стройка стала всенародной. Основным подрядчиком строительных работ выступило ОАО «Алмазы Анабара». К 60-летию Великой Победы планировалось открыть мемориал. 27 апреля 2005 года была в торжественной обстановке заложена капсула, а на это место смонтирована огромная плита из красного гранита. Старый памятный знак был демонтирован, а гранитный камень установлен во дворе Охнинской школы, металлический обелиск был передан в Витимскую школу. 9 мая 2005 года в Витиме, в честь 60-летия Великой Победы мемориал «Они сражались за Родину» был торжественно открыт.
В центре нового мемориала, размером 30 на 40 метров была установлена наклонная плита с латунной звездой, по краям от стелы размещены 26 мемориальных плит с именами 670 солдат — призывников на фронт из Витима. Внутренний дворик мемориала был выложен плиткой, а внешний контур обрамляи посаженные деревья и кустарники.
В 2019 году памятное место в посёлке Витим вновь ждала реставрация. Строители произвели демонтаж всех конструкций, расчистили место — и на этом дело остановилось. В 2020 году, оценивая пассивность при проведении реставрационных работ, региональное следственное управление СК России возбудило уголовное дело в связи со сносом мемориала «Они сражались за Родину», однако уголовное дело очень быстро было закрыто. Мемориал в Витиме до настоящего времени остаётся разобранным.